# Moerdijk
Moerdijk est une commune et un village des Pays-Bas de la province du Brabant-Septentrional, située à environ 40 kilomètres au sud-est du port de Rotterdam.

## Géographie

### Communes limitrophes
| Goeree-Overflakkee ( Hollande-Méridionale) | Hoeksche Waard ( Hollande-Méridionale) | Dordrecht ( Hollande-Méridionale) |
|                                            | Moerdijk                               | Drimmelen                         |
| Steenbergen                                | Halderberge, Etten-Leur                | Bréda                             |

### Localités
- Fijnaart
- Heijningen
- Klundert
- Moerdijk
- Standdaarbuiten
- Willemstad
- Zevenbergen

## Environnement
La commune abrite un complexe pétrochimique appartenant à l'entreprise anglo-néerlandaise Shell, dont une partie a explosé (deux fortes explosions vers 22 h 45) puis brûlé avec émission d'épaisses fumées noires dans la soirée du 3 juin 2014.